# کاراداک
کاراداک (به صربی: Karadak) یک منطقهٔ مسکونی در صربستان است که در Raška واقع شده‌است. کاراداک ۷۲ نفر جمعیت دارد.